# L'Impromptu de Jacques Copeau
L'Impromptu de Jacques Copeau est un documentaire français réalisé par Laurent Roth en 1993.
Constitué d'images de jeu théâtral filmé alternées avec des documents d'archives, le film se situe à la rencontre de plusieurs genres et met en scène quatre comédiens qui s'emparent de textes de Jacques Copeau laissés sur la scène.

## Synopsis
Le studio est plongé dans l'obscurité, on ne distingue qu'un tréteau, quatre chaises autour d'une table, un magnétophone, un projecteur, quelques livres et photos. Sous les injonctions d'un régisseur replié dans les gradins (Laurent Roth, le réalisateur), quatre comédiens (Catherine Dasté, Marie Rivière, Olivier Cruveiller et Germain) s'emparent des textes que Copeau a laissés sur la scène. Sur une autre scène, vont et viennent témoignages et documents d'archives à propos de Jacques Copeau, réformateur du théâtre français. Le film se termine dans le retentissement de la voix de Jacques Copeau (qui enregistra lui-même la totalité de ses souvenirs en 1945), jusqu'à son apparition dans un film exhumé des années trente.

## Genèse du film
C'est en rejoignant la troupe de théâtre de Catherine Dasté, petite-fille de Jacques Copeau, en tant qu'auteur dramatique, que Laurent Roth a l'idée d'écrire le film.

## Fiche technique
- Titre : L'Impromptu de Jacques Copeau
- Réalisation : Laurent Roth
- Scénario : Laurent Roth
- Coproduction : Agat Films & Cie, Centre Georges Pompidou, INA - Institut National de l'Audiovisuel, La Sept
- Producteurs délégués : Agat Films & Cie, Yvon Davis
- Photographie : Jacques Pamart
- Son : Myriam René
- Montage : Bénédicte Mallet
- Costumes : Pascale Lavendier
- Pays d’origine :  France
- Format : vidéo couleur / noir et blanc
- Genre : documentaire
- Durée : 58 minutes

## Réception critique
La réception du film est mitigée.Si Caroline Dupin, dans Témoignage Chrétien parle d'un "hommage un peu trop solennel" à une œuvre qui "pour un public de spectateurs non initiés peut sembler parfois d'un mysticisme difficile à aborder," elle reconnaît que Laurent Roth "n'oublie jamais aussi d'être un documentariste inspiré." 
Arte Magazine, en revanche, souligne l'efficacité de la mise-en-scène et de la performance des comédiens qui ensemble donnent "une image sincère et vivante de l'effort théâtral du réformateur de la scène française."
L'événement du jeudi remarque la performance et "l'évolution [de l'auteur] parfaitement mise en scène par les quatre acteurs du film interprétant Le Petit Pauvre, la dernière œuvre de Copeau."

## Festivals
- 1994 : Festival "Théâtres au cinéma", Bobigny, France[8],[9].
- 1999 : Rencontres Jacques Copeau, Pernand-Vergelesses
- 2009 : Intégrale Fleur Albert et Laurent Roth au Centquatre, Paris, France[9],[10].

## Citations
"Le tréteau dans le film n'est pas un décor, c'est le corps de Copeau : ses fils d'aujourd'hui en sortent, comme les diables du puits du Miracle du Pain Doré. C'est son corps mort à la fin, sur lequel ses fils d'aujourd'hui s'envolent (le bel avion à hélices du cinéma). C'est aussi un bateau et un tombeau, un compromis des deux... un radeau ?"
"Prendre au pied de la lettre : "Cinq ou six acteurs et un tréteau suffisent à représenter l'univers". Qu'ils suffisent ici à représenter l'univers de Copeau."
"Le tréteau est un porte-mot. "Alors ça fait que tu vois les mots" dit l'ouvrier en parlant de la scène du Vieux-Colombier. Ça fait que les mots font voir, et cela nous rapproche de la radio, qui est à la voix de l'acteur, ce que le tréteau est à son corps ; un masque et un glacis, qui stimulent l'imagination, suppléant par là à ce qui manque."